# جوزيف الصدي
جوزيف الصدي أو جو صدي (وُلد عام 1964) هو وزير الطاقة والمياه اللبناني الحالي في حكومة نواف سلام. تولى هذا المنصب في فبراير 2025 حيث أعلن نواف سلام تشكيل حكومة جديدة.

## النشأة والتعليم
وُلد جوزيف الصدي في بلدة القليعات في قضاء عكار في عام 1964. حاز على شهادة دكتوراه دولة في الهندسة الميكانيكية من جامعة تولوز الفرنسية، بالإضافة إلى شهادة مهندس في الهندسة الميكانيكية. كما حصل على شهادة ماجستير إدارة الأعمال من جامعة كورنيل في نيويورك عام 1983، وهو يتقن ثلاث لغات هي العربية والإنجليزية والفرنسية.

## الخبرات المهنية
يمتلك جوزيف الصدي خلفية مهنية واسعة، إذ بدأ مسيرته في مجال الاستشارات والعمل الهندسي، حيث شغل عدة مناصب في شركات استشارية عالمية مرموقة، منها شركة "باين آند كومباني" الذي شغل فيها منصب مدير شركة بين عامي 1986 و1993، ومنصب رئيس عالمي لمجلس الإدارة العالمية عام 2008. كما شغل منصب شريك أول في الشركة (2014-2018) ومستشار تنفيذب (2018 حتى نهاية عمله بالشركة).وفي هذا الدور، قدم استشارات مهمة للجهات الحكومية والشركات الكبرى في مجالات الاستراتيجيات والتنظيم وأداء الأعمال، خاصة في قطاع الطاقة. وشارك الصدي في تاسيس عمليات الاستشارات الإدارية في منطقة الشرق الأوسط في "بوز ألن هاملتون" عام 1993، وارتقى ليشغل منصب الشريك المنتدب لمنطقة الشرق الأوسط من 2003 حتى 2008، حيث قام بقيادة مشاريع استشارية للشركات متعددة الجنسيات في أوروبا والولايات المتحدة في مجالات صياغة الاستراتيجيات والدمج والاستحواذ. كما شغل جوزيف الصدي منصب رئيس مجلس إدارة شركة كهرباء قاديشا بين عامي 2018 و2020، حيث تولى قيادة وتطوير قطاع الكهرباء في المنطقة.

## منصب وزير الطاقة والمياه
وفي مطلع فبراير 2025 أعلن نواف سلام تشكيل حكومة جديدة من 24 وزيرًا، وأعلن تعيين جوزيف الصدي وزيرًا للطاقة وللمياه. ومن الجدير بالذكر أنّ الصدي تسلم حقيبة وزارة الطاقة والمياه في فترة مليئة بالتحديات، حيث يعاني قطاع الكهرباء في لبنان من أزمة خانقة، تتجسد في انقطاع الكهرباء المستمر والديون الضخمة التي أرهقت الحكومة اللبنانية. وتعد إصلاحات هذا القطاع أحد الشروط الرئيسية التي يطالب بها المجتمع الدولي لتقديم المساعدات المالية للبنان.
ومع ذلك، في بداية توليه منصبه، وُجّهت له انتقادات حادة بسبب تراجع إمدادات الكهرباء في البلاد من 6 ساعات يوميًا إلى ساعتين وأحيانًا أقل من ذلك. بل إن هناك من اتهمه هو والحكومة بتحويل حصّة الضاحية من الكهرباء إلى منطقة المدينة الرياضية لتلبية حاجات تشييع الشهيدين السيد حسن نصر الله والسيد هاشم صفي الدين، مما أدى إلى خفض إمدادات الكهرباء في باقي أنحاء البلاد.

## أنظر أيضًا
مجلس الوزراء اللبناني
حكومة لبنان